# 高倉盛隆
高倉 盛隆（たかくら もりたか）は、江戸時代後期の弘前藩家老。

## 略歴
天明3年（1783年）、弘前藩家老・高倉盛之の嫡男として誕生。
高倉家は初代高倉盛次が津軽氏に仕えて以来、代々家老を務めて来た名家で、盛隆も家老となった。しかし、主君である津軽信順は暗愚であり、放蕩三昧であった。文政9年（1826年）、江戸参勤の際、しばしばの諫言も受けいられず、心を痛め、共にやってきた家老津軽貞栄に切腹して諌める由を伝えた。そして、同年4月18日、仙台藩領桑折の宿に病気と偽って留まり、切腹した。
辞世は「消える燈の名残りや暁のほととぎす」。